# Luís Cabral
Luís Severino de Almeida Cabral (Bissau, 11 de abril de 1931 — Torres Vedras, 30 de maio de 2009) foi o primeiro presidente da Guiné-Bissau. Ocupou o cargo de 1973 a 1980, quando foi deposto por um golpe de estado militar. Ironicamente, ele morreu poucos meses após o assassinato brutal de seu rival Vieira por facções extremistas em 2009.

## Biografía
No início dos anos 1960, o Partido Africano para a Independência da Guiné e Cabo Verde (PAIGC) lançou uma guerra de guerrilha anticolonial contra as autoridades portuguesas. A subida de Luís Cabral à liderança começou em 1973, após o assassinato na Guiné-Conakri do seu meio-irmão Amílcar Cabral, conhecido intelectual pan-africanista e fundador do PAIGC. A liderança do partido, então envolvido na luta pela independência contra o governo português tanto para a Guiné-Bissau (então conhecida como Guiné Portuguesa) como para Cabo Verde, foi assumida por Aristides Pereira, que mais tarde viria a tornar-se presidente de Cabo Verde. O ramo do partido da Guiné-Bissau, no entanto, seguiu Luís Cabral.

Luís Cabral (1973)

Após a Revolução dos Cravos (25 de Abril de 1974) em Lisboa, o governo revolucionário de esquerda que dirigia Portugal reconheceu a independência da Guiné-Bissau, a 10 de Setembro do mesmo ano, embora o PAIGC já a tivesse proclamado unilateralmente no ano anterior, sendo reconhecida por muitos Estados e pelas próprias Nações Unidas, com Luís Cabral como Presidente da República. Teve então início um programa de reconstrução nacional e desenvolvimento, de inspiração socialista (com o apoio da União Soviética, da China e também dos países nórdicos). No entanto, desde a morte de Amílcar Cabral e a independência, tinha-se instalado no partido alguma suspeita e instabilidade. Luís Cabral e outros membros com raízes cabo-verdianas foram acusados por algumas facções de dominarem o partido. Usando esta justificação, João Bernardo Vieira (Nino Vieira), Primeiro Ministro de Cabral e antigo comandante das forças armadas, organizou o seu derrube por um golpe militar, a 14 de Novembro de 1980. Luís Cabral foi acusado do fuzilamento dos comandos africanos (que tinham lutado do lado português) e de milhares de outros africanos que de alguma forma tinham colaborado com os Portugueses. A acusação veio a ser provada com a abertura das valas comuns, por ordem de Nino Vieira, nas matas de Cumeré, Portogole e Mansaba, embora seja improvável que o próprio Nino Vieira e outros chefes do PAIGC não tivessem tido igual ou maior nível de envolvimento. Luís Cabral foi preso e detido durante treze meses, partindo depois para o exílio, primeiro em Cuba, que se ofereceu para recebê-lo, e seguidamente, a partir de 1984, em Portugal, onde o governo o recebeu e providenciou as condições necessárias à sua subsistência e à da sua família, até à sua morte em 2009.
Pouco depois de ser nomeado primeiro-ministro, no seguimento da Guerra Civil na Guiné-Bissau, Francisco Fadul apelou ao retorno de Cabral do seu exílio em Dezembro de 1998. Cabral disse, em resposta, no jornal português 24 Horas, que gostaria de voltar, mas que não o faria enquanto Vieira continuasse no poder; Vieira disse que não podia garantir a segurança de Cabral. Como resultado, Cabral afirmou que temia pela sua vida se voltasse enquanto Vieira continuasse como presidente. A 22 de Outubro de 1999, após o derrube de Vieira do poder, Ansumane Mané, que liderou o golpe de estado, convidou Cabral a voltar, oferecendo-lhe um passaporte que o designava como "Presidente do Conselho de Estado da Guiné-Bissau". Regressou a Bissau em meados de Novembro de 1999, afirmando na ocasião que não tinha intenção de voltar a ter um papel activo na política ou a voltar a juntar-se ao PAIGC.
Era membro da Maçonaria, tendo sido iniciado na Loja Marquês de Pombal, integrada na Grande Loja Legal de Portugal.
Morreu no hospital de Torres Vedras, em Portugal, após doença prolongada.

## Publicações
- Roel Coutinho: A luta pela libertação da Guiné-Bissau, vista pelos olhos de um jovem médico neerlandês. Voorschoten, Editora Couto, 2024. Edição digital